# 桃園市立圖書館蘆竹分館
桃園市立圖書館蘆竹分館為桃園市立圖書館的其中一座分館，位於桃園市蘆竹區，原為蘆竹鄉立圖書館，成立之初位於蘆竹鄉公所行政大樓二樓，後因南崁地區人口快速成長，原館舍不敷使用，遂於1999年（民國88年）6月1日搬遷至蘆竹鄉農會五樓，作為總館之臨時館地。現有館舍則於2008年（民國97年）10月30日正式啟用。為四層樓建物，其中第一、二、三層供館舍使用，總樓板面積為2062平方公尺。蘆竹分館在2016年時是桃園市立圖書館進館人數次多的分館。

## 館舍配置
| 樓層                   | 分區                                                                 |
| ---------------------- | -------------------------------------------------------------------- |
| 桃園市立圖書館蘆竹分館 |                                                                      |
| 4                      | 桃園市兒童文學館                                                     |
| 3                      | 書庫                                                                 |
| 2                      | 研習教室、自修閱覽室                                                 |
| 1                      | 兒童閱覽室、視聽教室、查詢用電腦區、期刊閱覽室、行政辦公室及綜合櫃檯 |

## 桃園市兒童文學館

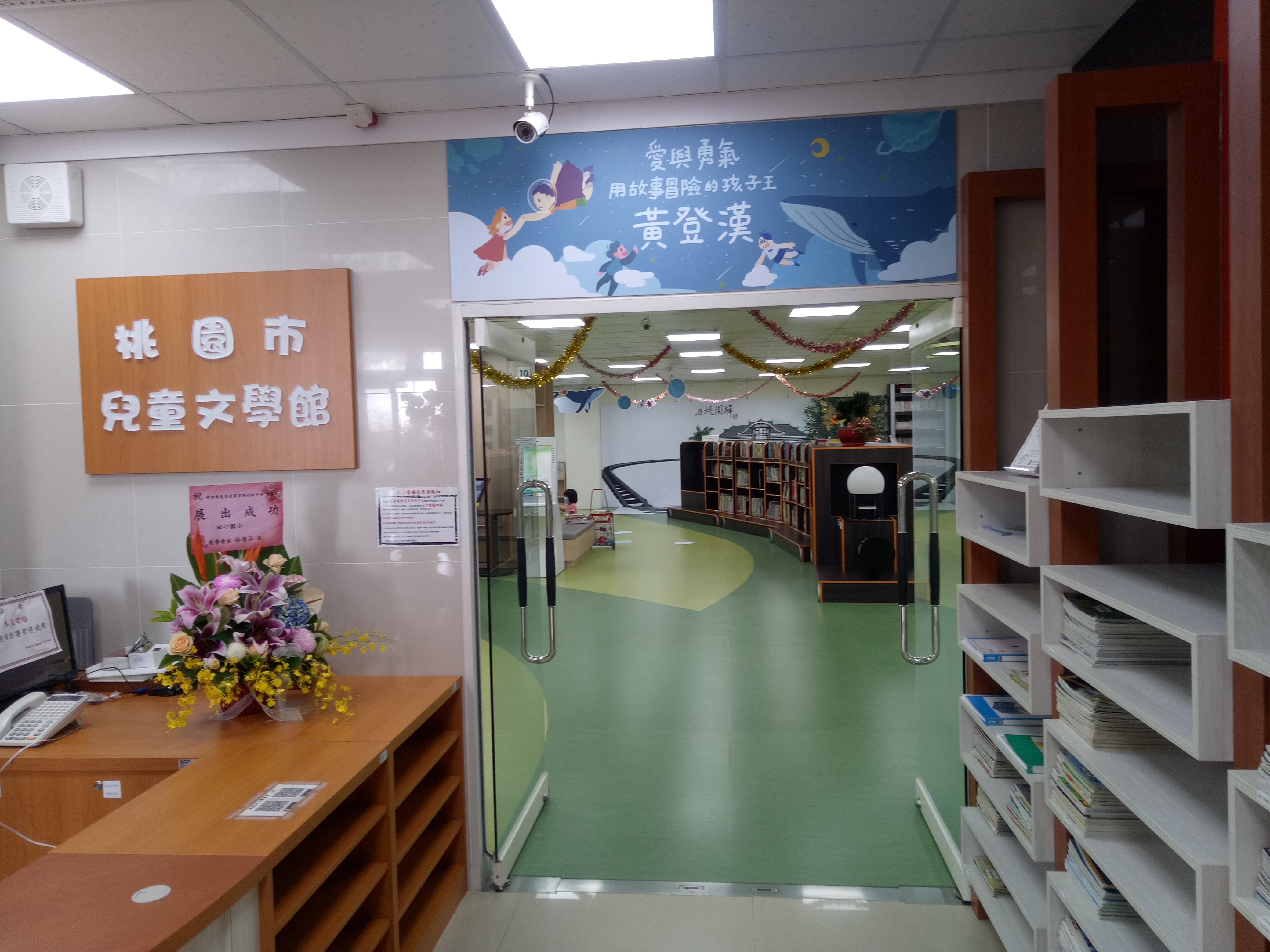
桃園市兒童文學館

桃園市兒童文學館位於蘆竹分館4樓，以典藏桃園在地兒童文學作家作品為主，其他地區作家為輔。空間特別規劃有學齡前，學齡後區及多功能學習區、展示區、閱讀區，並設有哺集乳室及兒童專用廁所，面積約150坪。於2018年開幕，是台灣第一座地方兒童文學館。開幕首展為「說故事爺爺─傅林統」，介紹資深兒童文學作家傅林統。

## 鄰近設施
- 南崁高中
- 五福宮